# La Pepa (1826)
La goleta La Pepa fue un buque de la Armada Argentina que operó durante la guerra del Brasil actuando principalmente como buque hospital de la escuadra republicana.

## Historia
La goleta norteamericana Patt&Sally fue inscripta el 11 de enero de 1823 en la matrícula del puerto de Buenos Aires por su dueño Daniel Campbell con el nombre La Pepa, siendo destinada al tráfico con la Banda Oriental, ocupada entonces por el Imperio del Brasil.
En 1824 fue adquirida por Antonio Chopitea y subarrendada a Carlos Galeano. Iniciada la guerra del Brasil, fue comprada por el Estado el 1 de febrero de 1826 por la suma de $7000 al contado a solicitud del comandante de la escuadra republicana Guillermo Brown con el objeto de destinarla al servicio de "hospital de mar" al ser insuficientes la enfermería y farmacia que funcionaban en el Pontón del Resguardo.
Siguiendo las directivas de Brown y del Cirujano Mayor de la Escuadra doctor Fernando Cordero fue alistada en el Arsenal de Barracas y con comando militar y dos practicantes (además del mismo Cordero) se reunió con la escuadra bajo el mando del capitán Victorio Francisco Dandreys. Su primera acción fue en ocasión del combate de Punta Colares del 9 de febrero de 1826, donde recogió a 17 heridos graves que condujo a Buenos Aires de los que derivó a 13 al Hospital de Sangre. Atendió también a bordo a una treintena de tripulantes que presentaron heridas leves y llevaron a término su convalecencia a bordo.
Por sus condiciones marineras fue elegido por Brown para actuar como buque insignia durante su ataque nocturno al Real Pedro frente a Colonia del Sacramento el 1 de marzo de 1826. Eso no implicaba renunciar a su condición de buque hospital, por cuanto no existía entonces convención alguna respecto de los buques que cumplían esa función, la que de hecho cumplió atendiendo a los numerosos heridos que arrojó esa dura jornada.
A fines de abril de ese año pasó a los Arsenales de Barracas donde le fue montado un cañón giratorio de a 8. En mayo y junio integró con la goleta Río de la Plata y dos cañoneras la escuadrilla sutil al mando de Leonardo Rosales destinada a proteger los convoyes para el transporte de tropas al frente Oriental, trasladando a fracciones de los batallones de Cazadores y del Regimiento n.º 4 de Caballería al mando de Juan Lavalle a Las Conchillas. En el curso de esas operaciones recogió una lancha perteneciente a la fragata enemiga Nictheroy.
En las acciones previas al combate de Quilmes del 29 y 30 de julio efectuó misiones de reconocimiento de las posiciones de la armada imperial en el Río de la Plata, y producido el encuentro evacuó a los heridos a la capital.

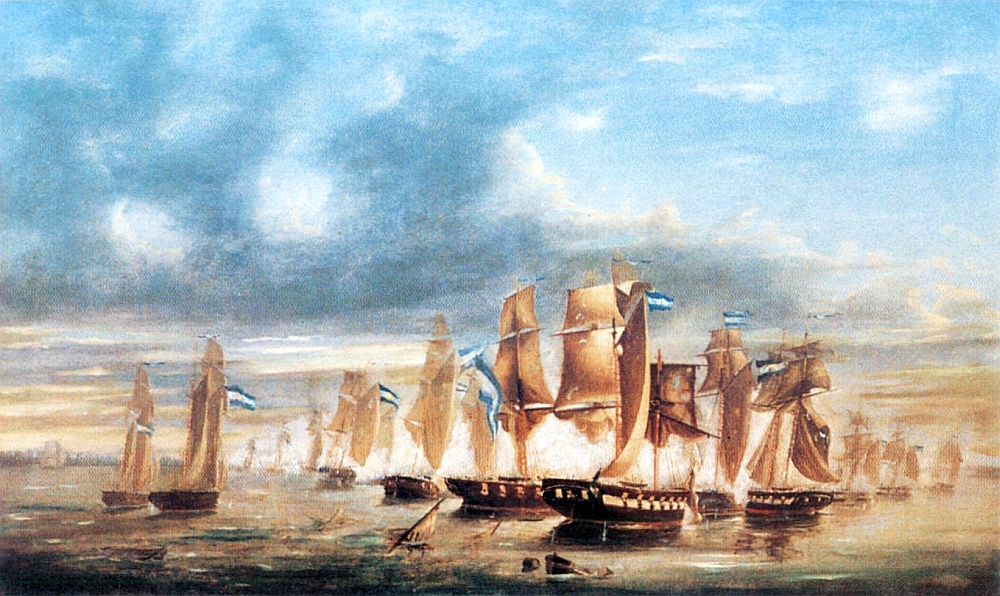
Batalla de Juncal

Al mando provisorio del subteniente José Monti, entre los meses de agosto y octubre transportó de Buenos Aires al Uruguay al general Miguel Estanislao Soler y a su estado mayor, y junto al mercante Dulcinea convenientemente artillado, en nueve convoyes se trasladaron los Regimientos n.os 11, 13 y 16 de Caballería, los Escuadrones de Colorados, así como las municiones víveres y pertrechos que serían utilizados en la ofensiva previa a la batalla de Ituzaingó.
Pasó nuevamente a Barracas donde fue rearmada con dos cañones giratorios de a 9 y aumentó su tripulación.
Al mando del capitán Calixto José Silva en el mes de noviembre de 1826 sirvió como buque parlamentario y en diciembre fue destinada al río Paraná en misión de control.
Al iniciarse la campaña de Juncal integró la escuadra que al mando de Brown se internó en el río Uruguay y asistió a las diversas acciones previas a la decisiva batalla de Juncal del 8 y 9 de febrero de 1827. En esta última victoria sufrió daños de consideración.
El 14 de febrero regresó a Buenos Aires transportando los documentos y equipaje del capitán de fragata Sena Pereira, comandante de la 3.ª división imperial aniquilada en la jornada de Juncal.
Tras ser inspeccionada en el Arsenal, por el mal estado de su casco fue pasada a desarme y destinada a servir de pontón. En enero de 1830 su casco abandonado en el Riachuelo fue utilizado para cegar un desborde del río.